# Liste der Biografien/Alj
Liste der Biografien |
Portal Biografien |
Personensuche
# |
A |
B |
C |
D |
E |
F |
G |
H |
I |
J |
K |
L |
M |
N |
O |
P |
Q |
R |
S |
T |
U |
V |
W |
X |
Y |
Z |
?
 
Aa |
Ab |
Ac |
Ad |
Ae |
Af |
Ag |
Ah |
Ai |
Aj |
Ak |
Al |
Am |
An |
Ao |
Ap |
Aq |
Ar |
As |
At |
Au |
Av |
Aw |
Ax |
Ay |
Az
 
Ala |
Alb |
Alc |
Ald |
Ale |
Alf |
Alg |
Alh |
Ali |
Alj |
Alk |
All |
Alm |
Aln |
Alo |
Alp |
Alq |
Alr |
Als |
Alt |
Alu |
Alv |
Alw |
Alx |
Aly |
Alz
Die Liste der Biografien führt alle Personen auf, die in der deutschsprachigen Wikipedia einen Artikel haben. Dieses ist eine Teilliste mit 33 Einträgen von Personen, deren Namen mit den Buchstaben „Alj“ beginnt.

## Alj

### Alja
- Aljabjew, Alexander Alexandrowitsch (1787–1851), russischer Komponist
- Aljabjew, Alexander Wassiljewitsch (1746–1822), russischer Staatsbeamter, Politiker und Manager
- Aljabjew, Anatoli Nikolajewitsch (1951–2022), sowjetischer Biathlet und Olympiasieger
- Aljabjew, Wiktor Iwanowitsch (1921–2000), sowjetischer und russischer Wissenschaftler auf dem Gebiet der Holzwirtschaft
- Aljabri, Yousuf Ahmed Hamed (* 1966), omanischer Diplomat
- Aljachno, Ruslan (* 1984), belarussischer Sänger
- Aljachnowitsch, Edhar (* 1987), belarussischer Fußballspieler
- Aljaksandrau, Aljaksej (* 1973), belarussischer Schachgroßmeister
- Aljand, Triin (* 1985), estnische Schwimmerin
- Aljanischka, Uladsimir (* 1989), belarussischer Biathlet
- Aljaschtschuk, Henadsij (* 1975), belarussischer Gewichtheber
- Aljaž, Jakob (1845–1927), römisch-katholischer Priester und Komponist

### Alje
- Aljechin, Alexander Alexandrowitsch (1892–1946), russisch-französischer SchachweltmeisterAlexander Alexandrowitsch Aljechin (1892–1946)

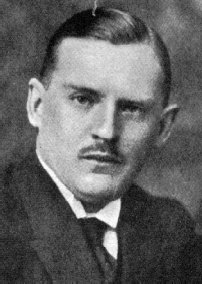
Alexander Alexandrowitsch Aljechin (1892–1946)

- Aljeffri, Syed Amin (* 1947), malaysischer Unternehmer
- Aljetic, Nikola (* 1994), bosnischer Handballspieler

### Alji
- Aljiji, Flamur (* 1991), deutsch-albanischer Filmschauspieler
- Aljinovic, Boris (* 1967), deutscher Schauspieler, Regisseur und Hörspiel- sowie HörbuchsprecherBoris Aljinovic (* 1967)

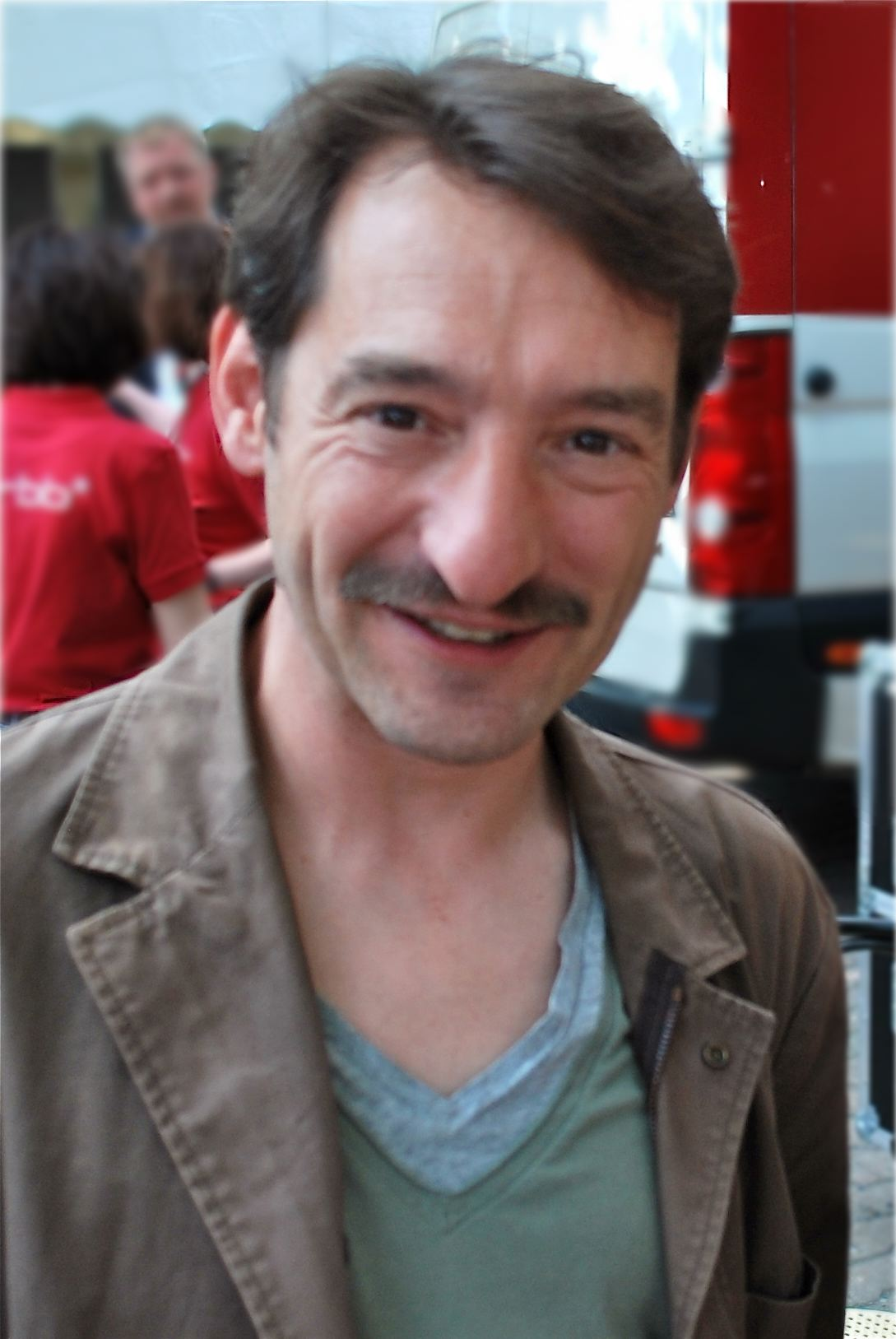
Boris Aljinovic (* 1967)

### Aljo
- Aljochin, Mikalaj (1954–2023), sowjetischer Säbelfechter
- Aljochin, Nikolai Pawlowitsch (1913–1964), sowjetischer Raumfahrtingenieur
- Aljochina, Marija Wladimirowna (* 1988), russische politische Aktivistin und Performancekünstlerin
- Aljochina, Nadeschda Wladimirowna (* 1978), russische Dreispringerin
- Aljoe, Mike (* 1964), US-amerikanischer Bobsportler
- Aljokminski, Sergei Gawrilowitsch (* 1961), russischer Admiral und Kommandeur der Kaspischen Flottille
- Aljoscha (* 1974), ukrainischer Bildhauer und Maler
- Aljoschin, Alexander Andrejewitsch (1909–1987), sowjetischer Theaterschauspieler und Filmschauspieler sowie Estrada-Sänger
- Aljoschin, Michail Petrowitsch (* 1987), russischer Automobilrennfahrer
- Aljoschin, Samuil Iossifowitsch (1913–2008), russischer Dramatiker
- Aljoschin, Sergei Semjonowitsch (1886–1963), russisch-sowjetischer Bildhauer
- Aljoschin, Stanislaw Wladimirowitsch (* 1941), sowjetisch-russischer Mathematiker und Hochschullehrer
- Aljoschina, Nina Alexandrowna (1924–2012), sowjetisch-russische Architektin
- Aljoschina, Xenija Jewgenjewna (* 2003), russische Tennisspielerin
- Aljoschkina, Darija (* 1982), ukrainische Scherenschnittkünstlerin

### Alju
- Aljukic, Erwin (* 1977), deutscher Schauspieler bosnischer Herkunft